# Žan Medved
Žan Medved (ur. 14 czerwca 1999 w Slovenj Gradcu) – słoweński piłkarz występujący na pozycji napastnika w słoweńskim klubie NK Celje, do którego jest wypożyczony ze Slovana Bratysława. W trakcie swojej kariery grał także w takich zespołach jak Olimpija Lublana, NK Fužinar oraz Vis Pesaro. Młodzieżowy reprezentant Słowenii.